# Église Saint-Maurice de Wrocław
Pour les articles homonymes, voir Église Saint-Maurice.
L'église Saint-Maurice (Kościół św. Maurycego) est située au 34 rue Traugutta à Wrocław. Elle était à l'origine d'architecture gothique, composée d'une seule nef avec une chapelle du XVe siècle et un clocher de style baroque construit au XVIIIe siècle, selon le projet de l'architecte J. Peintner.

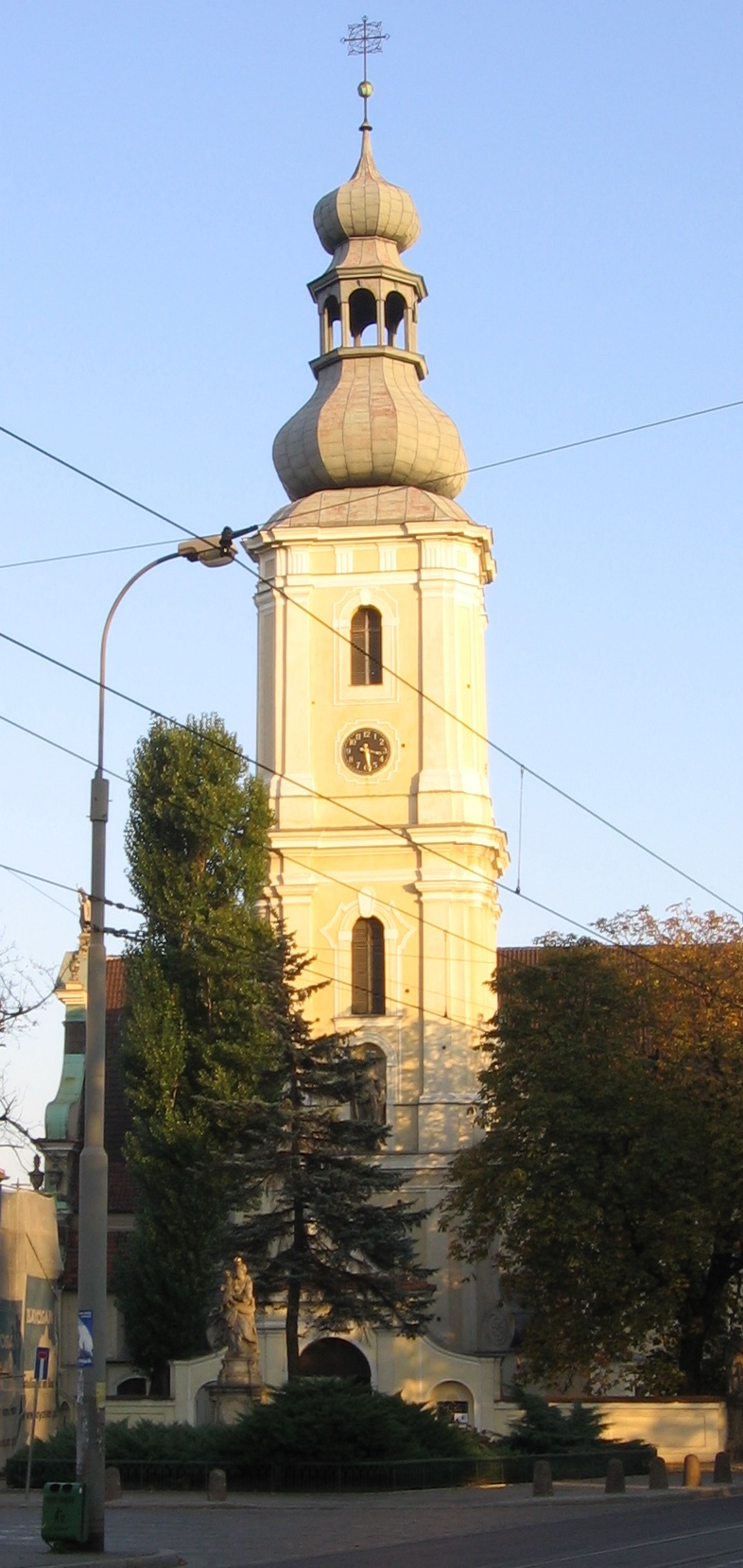
Clocher de l'église

La première église Saint-Maurice (probablement en bois) fut construite au XIIe siècle, par des tisserands wallons, arrivés sur les terres limitrophes de Breslau (aujourd'hui Wrocław) actuellement intégrées à la ville sous le nom de Rakowca. L'église reconstruite en pierre fut bénie en ce même lieu en l'an 1268. Cette paroisse de colons rayonna ensuite jusqu'aux villages polonais voisins.
L'église, et notamment son clocher de style baroque datant de 1723, fut endommagée pendant le siège de Breslau en 1757 et restaurée ensuite. D'autres travaux de rénovation furent entrepris vers la fin du XIXe siècle, elle fut sensiblement agrandie en 1897 et 1898 : on construisit à la place de l'ancien presbytère un nouveau transept, on ajouta une nouvelle sacristie, et à l'est on reconstruisit un nouveau presbytère semblable à l'ancien.
L'église fut conservée dans cet état jusqu'à la Seconde Guerre mondiale. Pendant le siège de ce que la Wehrmacht appelait la « Forteresse de Breslau » par l'Armée rouge en avril-mai 1945, l'église subit de graves dégâts et fut détruite à 60 %. L'orgue fut détruit par les flammes, ainsi que le clocher et une partie du mobilier liturgique (heureusement le maître-autel  datant de 1730, les autels latéraux, la chaire et les fonts baptismaux) furent épargnés). L'armée allemande fondit également après réquisition la seule cloche restante datant de 1618 et le presbytère s'écroula.

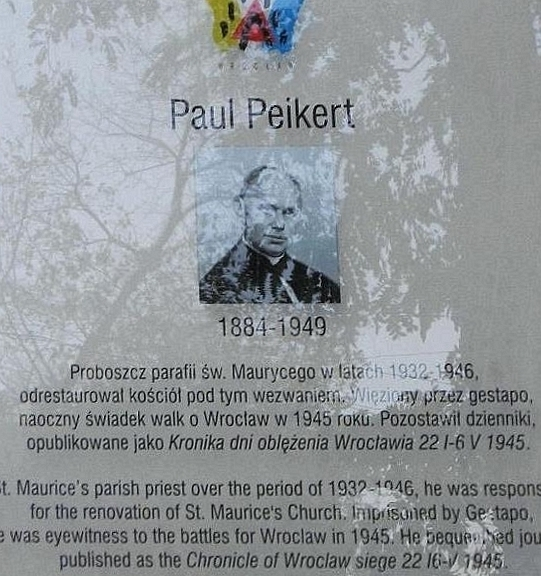
Plaque en l'honneur du curé Paul Peikert

En 1945 le curé de la paroisse de Saint-Maurice était un prêtre allemand, l'abbé Paul Peikert. Il annota scrupuleusement les faits de cette époque qui furent publiés et traduits par la suite sous le titre « Kronika dni oblężenia Wrocławia 22.I - 6.V.1945 » (Chronique des jours du siège de Wrocław 22/01 - 06/05/1945). Quelque temps plus tard, la ville est intégrée au détriment de l'Allemagne vaincue à la Pologne dans ses nouvelles frontières.
La reconstruction de l'église commença par la pose d'une nouvelle toiture en 1947. On répara la coupole et l'intérieur de l'église l'année suivante et en 1956 on reconstruit le presbytère, ainsi que le clocher en 1960. Le toit fut à nouveau restauré en 1967. On installa également trois horloges sur le clocher. Pendant la rénovation de l'église, on mura un morceau du squelette de la main d'Aleksander Fredro (1793-1876). Cette « relique » fut apportée dans les années 1970 par le professeur Bogdan Zakrzewski, connaisseur et amoureux de Fredro, qui l'avait fait retirer de la tombe du dramaturge au cimetière de la ville de Rudki près de Lwow, aujourd'hui en Ukraine).

## Sources
- (pl) Cet article est partiellement ou en totalité issu de l’article de Wikipédia en polonais intitulé « Kościół św. Maurycego we Wrocławiu » (voir la liste des auteurs).